# Доња Битиња
Доња Битиња (алб. Bitia e Poshtëme) је насеље у општини Штрпце на Косову и Метохији. Атар насеља се налази на територији катастарске општине Доња Битиња површине 652 ha. Први писани помен о Битињи је у отоманском попису из 1455. године. Село је тада имало 47 српских домаћинстава и два православна попа. У селу постоје две цркве:
- Црква Светог Теодора Тирона је подигнута одмах после обнмове Пећке патријаршије, 1557. године и данас се налази под заштитом Републике Србије, као споменик културе од изузетног значаја[1], у склопу споменичке целине Цркве Сиринићке жупе.
- Црква Светог Димитрија је подигнута почетком друге половине 16. века.

## Порекло становништва по родовима
Подаци из 1938. године
Српски родови:
- Лазароћи (3 кућа, Митровдан), староседеоци.
- Крстићи (2 кућа, Митровдан), староседеоци.
- Јанићовићи (2 кућа, Митровдан), староседеоци.
- Ивановићи или Влајинићи (15 кућа, св. Никола). Кажу да потичу од неког Влаха, и то из Румуније, који је као сиромах залутао овамо, па се у овом селу оженио и заселио. Можда је то изведено по презимену њиховом, уврштени су у род непознате старине.
- Бошковићи (2 кућа, св. Никола), пресељени из Виче. Даља старина непозната.
- Стојковићи (2 кућа, Митровдан); пресељени од рода Костића у Врбештици. Даља старина непозната. При пресељењу су променили славу, јер су у Врбештици славили св. Николу.
- Симоновци (1 кућа, св. Тома). Досељени из Гусиња у Црној Гори око средине 18. века у Горњу Битињу, а одатле око 1820. године пресељен овде један од њихових предака као домазет. Имају рођаке у Горњу Битињу.

Албански род:
- Матош (11 кућа). Досељени из Северне Албаније, из фиса Сопа, најпре у скопски крај, па одатле у Елез Хан код Качаника, одакле су почетком 19. века прешли у ову жупу у село Коштањево, где су неки од њихових предака остали ту, а други се око 1830. године, преселили овде.

## Демографија
| Година       | 1948 | 1953 | 1961 | 1971 | 1981 | 1991 | 2011 |
| ------------ | ---- | ---- | ---- | ---- | ---- | ---- | ---- |
| Становништво | 416  | 476  | 525  | 642  | 669  | 741  | 383  |

|  |

### Етнички састав попис 2011.
Према попису из 2011. године Албанци су у овом месту чинили 65,80% становништва, Срби 34,20%. Срби су делимично бојкотовали попис па тачан број није познат.